# النور اسمیل
النور اسمیل (انگلیسی: Eleanor Smeal؛ زادهٔ ۳۰ ژوئیهٔ ۱۹۳۹) یکی از رهبران اصلی جنبش فمینیسم مدرن در ایالات متحده آمریکا است. او رئیس و یکی از دو بنیان‌گذار «بنیاد فمینیست مِـجاریتی» است که در سال ۱۹۸۷ پایه‌گذاری شد و در سه دوره، مدیر «سازمان ملی زنان» بود. وی همچنین تحلیل‌گر سیاسی، لابی‌گر، فعال مدنی و سازمان‌دهندهٔ فعالیت‌های داوطلبانه و ناشر مجلهٔ میز است.
النور اسمیل در سال ۱۹۶۱ از دانشگاه دوک و با عضویت در انجمن فی بتا کاپا فارغ‌التحصیل شد. سپس دوره فوق‌لیسانس را در دانشگاه فلوریدا در رشتهٔ علوم سیاسی و اداره امور عمومی گذراند.
وی در برنامه‌های رادیویی و تلویزیونی متعددی چون صبح بخیر آمریکا و امروز شرکت داشته‌است و در حضور کنگره آمریکا نیز شهادت داده‌است.
او همچنین ترتیب‌دهندهٔ گردهمایی‌های گوناگونی بوده و سخنرانی‌های متعددی در زمینهٔ فمینیسم، برابری اجتماعی و حقوق بشر در آمریکا و سایر نقاط جهان انجام داده‌است.